# 威洛·史密斯
威洛·卡米尔·雷恩·史密斯（英語：Willow Camille Reign Smith，2000年10月31日—），或称WILLOW，是位美国歌手、演员和舞者。其双亲为威爾·史密斯和潔達·蘋姬·史密斯，贾登·史密斯是薇洛的哥哥。

## 生涯
2000年10月31日，薇洛·史密斯出生于加利福尼亚州洛杉矶。其双亲为威爾·史密斯和潔達·蘋姬·史密斯，贾登·史密斯是薇洛的哥哥。她还有一个同父异母的兄弟特雷·史密斯（Trey Smith）。
2007年，史密斯开始她的演艺生涯，三年后正式进军歌唱生涯。
史密斯曾就读塞拉峽谷高中。

## 个人生活
2019年6月，史密夫在社交媒体表态她是双性恋人物。

## 音乐作品
- Ardipithecus（英语：Ardipithecus (album)）（2015年）
- The 1st（英语：The 1st (album)）（2017年）
- Willow（英语：Willow (album)）（2019年）
- Lately I Feel Everything（2021年）

合作专辑
- The Anxiety（2021年）[3] (with Tyler Cole)